# Granatäpple
Granatäpple (Punica granatum) är en frukt som växer på träd som tidigare tillhörde familjen granatäppleväxter, men enligt senare forskning har placerats i familjen fackelblomsväxter. Det kan bli upp till åtta meter högt och blommar från maj till oktober, med röda blommor som senare utvecklas till granatäpplen. 
Frukten blir stor som en apelsin, har läderartat skal och innehåller ett stort antal ätliga frön som vart och ett omges av ett saftigt, rött och ätligt kött med en syrlig, fruktig smak. Fruktköttet anses vara en delikatess, men kan även pressas till en klar röd saft som heter grenadin och används i drinkar. Skalet har använts som medicin mot hakmaskar och till garvning av läder. En amerikansk forskarstudie visade år 2005 att granatäpplejuice har en skyddande effekt mot prostatacancer.
Granatäpple har sitt ursprung från trakterna kring Iran och norra Indien och växer vilt i ett område från Balkan till Himalaya. Växten fördes tidigt till länderna kring östra Medelhavet och fenicierna spred den vidare till övriga områden runt Medelhavet. Idag växer granatäpplen i torra vegetationstyper runt Medelhavet och kan även påträffas planterade i kruka. Den klarar temperaturer ner till –10 °C.

## Sorter
Några prydnadssorter odlas:
- 'Grenada' - en relativt ny sort som har bättre färg än 'Wonderful'.
- Dvärggranatäpple ('Nana') - en dvärgsort vars frukter inte blir mer än 5 cm i diameter.
- 'Wonderful' - är en fruktsort som uppstod i Florida i slutet av 1800-talet. Sorten har stora, mörkt purpurröda frukter med medeltjock skal och djupt röda, köttiga fröhöljen. Sorten är kraftigväxande och ger god skörd och har varit den ledande sorten i kommersiell odling.

## Granatäpplet i kultur och religion

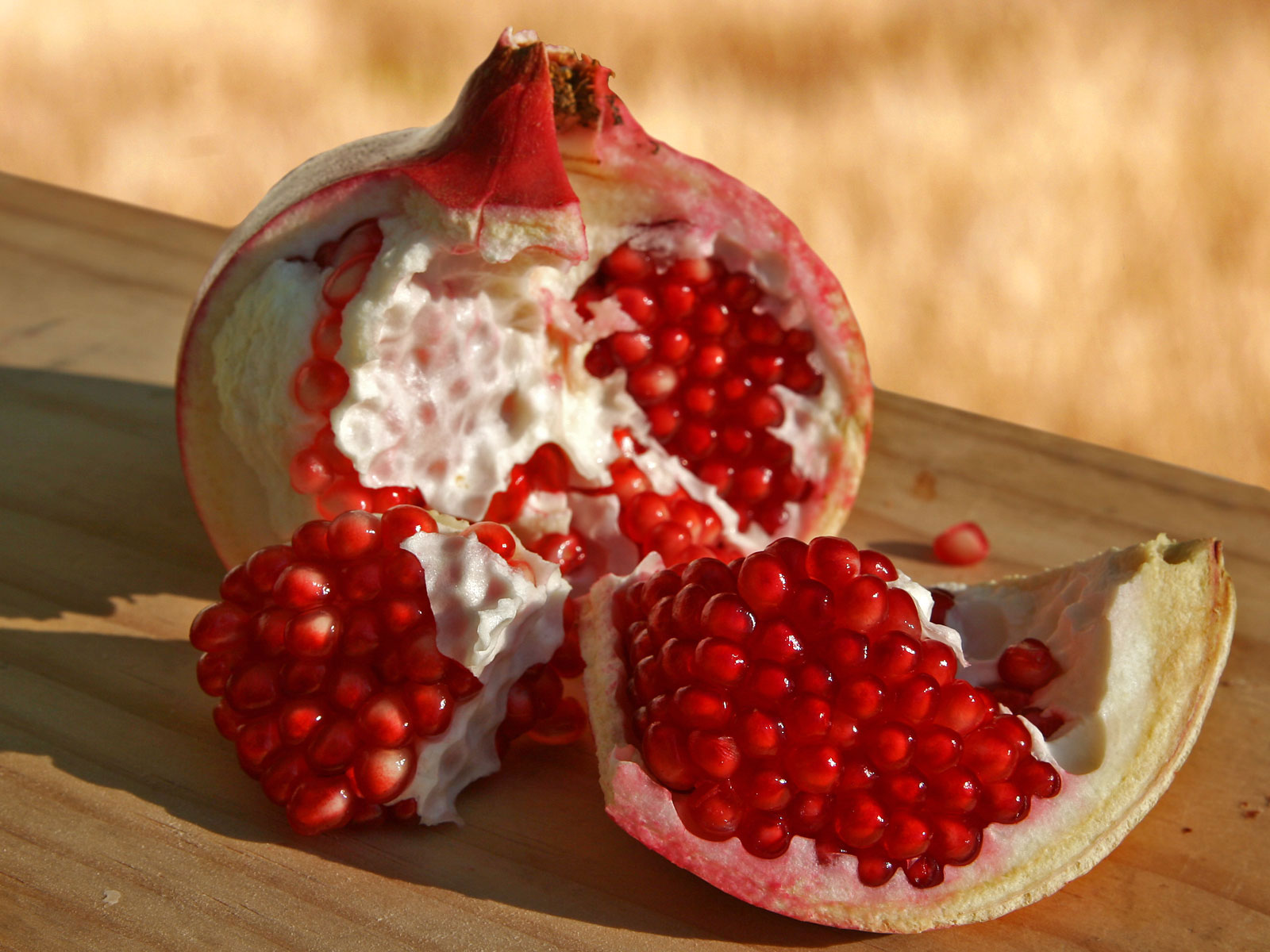
Ett uppskuret granatäpple.

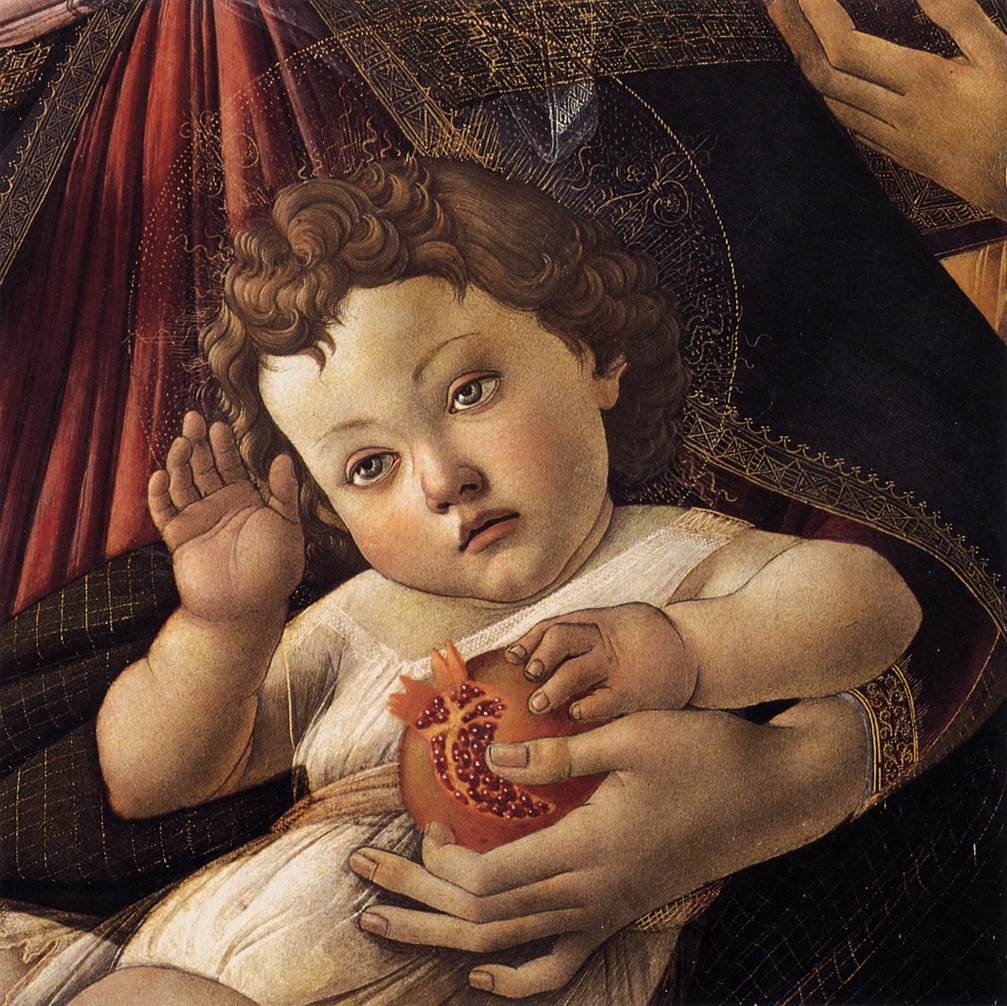
Granatäpplet i den kristna ikonografin. Detalj av Sandro Botticellis målning "Madonnan med granatäpplet" (c:a 1487).

Granatäpple är en mycket gammal nyttoväxt som omtalades redan av botanikens fader Theofrastos. I antikens Grekland var frukten en symbol för gudinnor, till exempel Astarte, Demeter, Persefone, Afrodite och Athena. Träden planterades på hjältars gravar för att deras ätt skulle bli talrik, eftersom trädet tidigt uppfattades som en symbol för fruktsamhet då frukten innehåller så många frön. I Rom avbildades Juno med ett granatäpple i handen som symbol för äktenskapet.
I Gamla Testamentet omnämns granatäpplen i samband med översteprästens mantel i 2 Mos. 28:33 samt i berättelsen om utsmyckningen av Salomos tempel i 1 Kung. 7:18 som symboler för Guds nåderika välsignelse. I Höga visan liknas den älskandes kind vid ett brustet granatäpple. Blomfodret sitter kvar på frukten och det sägs att kung Salomo inspirerades av dessa frukter när han formade sin krona. 
Granatäpplet införlivades i den kristna konsten, inte sällan i Jesusbarnets hand. Det avbildas ofta halvt öppet (bland annat i textilkonst från 1400-talet) och skuret i bitar (i möbeldekor från 1600-talet) som en symbol för Jesu uppståndelse. I den kristna konsten symboliserar det Guds frikostighet, och den granatröda fruktsaften symboliserar martyrernas blod. Det förekommer inom heraldiken som symbol för caritas och finns i kungariket Granadas och Colombias riksvapen.

Granatäpplet omnämns även i Koranen (6:99): 
| ”              | Och det är Han som har låtit regn falla från skyn; med det har Vi skapat all växtlighet och därur frambringat ängarnas gräs. Ur detta låter Vi säd som bär ax uppstå och dadelpalmens blomkolvar bli till lättåtkomliga klasar av dadlar; och [Vi låter] vingårdar uppstå och olivlundar och granatäppelträd, [alla i grunden] lika varandra och ändå olika. Se på dessa frukter, hur de tar form och hur de mognar! I detta ligger sannerligen budskap till dem som har tro. | „ |
| – Koranen 6:99 | |   |

## Granatäpplen och hälsa
En hög andel av frukt, grönsaker och bär i kosten har en välkänt god effekt på hälsan. En viktig orsak är att frukt tillför mineralämnen som medverkar till ett lägre blodtryck.
Granatäpplen är en riklig källa till C-vitamin, folsyra och antioxidanter ur gruppen polyfenoler.
Eventuella effekter av granatäpplen mot ett antal sjukdomar, däribland prostatacancer har studerats, med blandade resultat.

## Granatäpplen, tillredning och matlagning

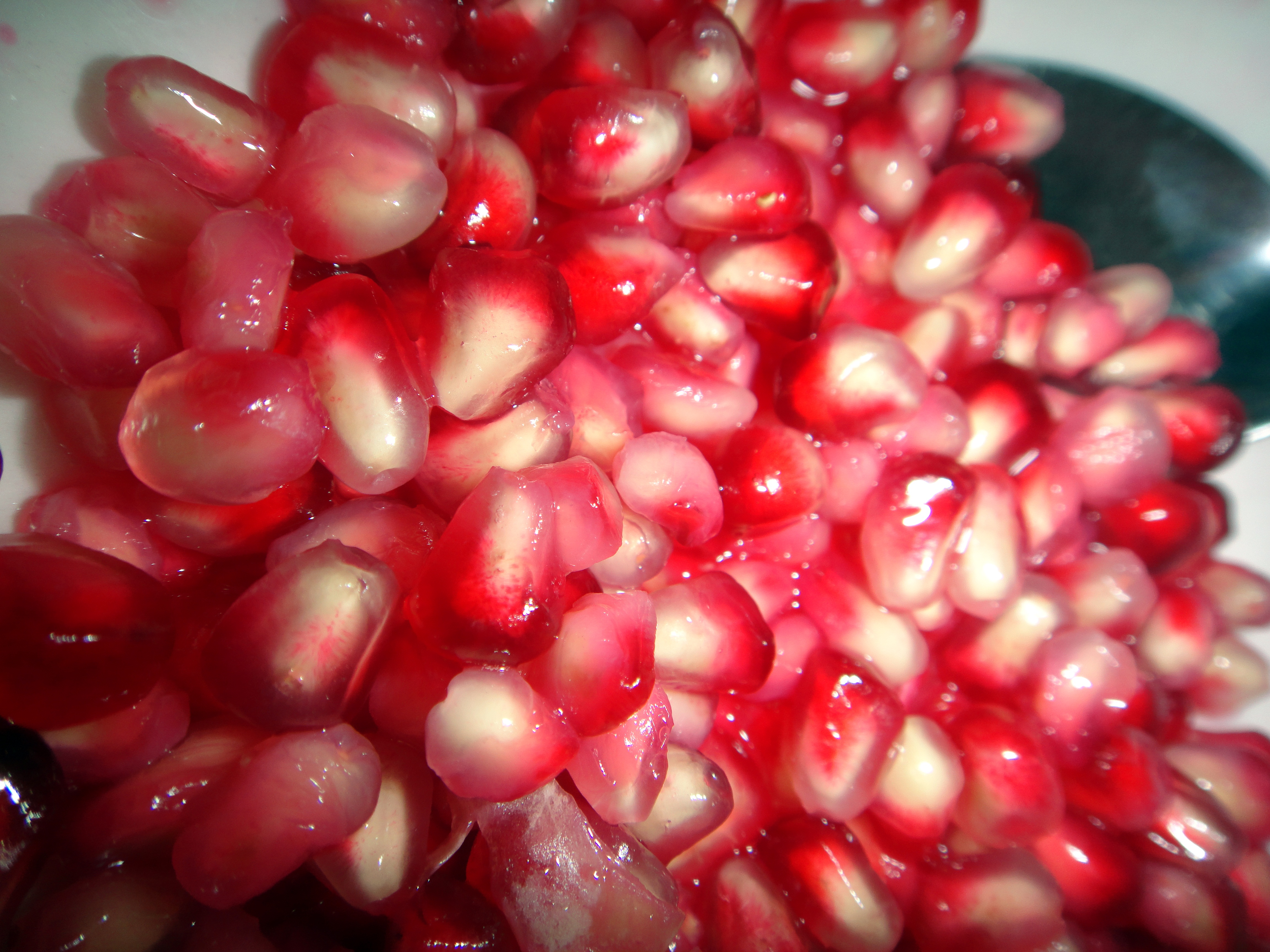
Granatäpplekärnor på en tallrik.

Det anses tidskrävande och krångligt att få ut de ätbara kärnorna som är inbäddade i de osmakliga läderartade skiljeväggarna, men det finns ett par knep som gör det hela väldigt enkelt.
- Rulla granatäpplet mot en bordsyta. Dela det sedan i två delar. Håll en halva över en skål och banka hårt med en träslev på skalet - resultatet är att alla kärnor trillar ner i skålen, medan alla skiljeväggar stannar kvar i skalet.

eller 
- Lägg det tudelade granatäpplet i en bunke med vatten. Skala/pilla sedan loss kärnorna. Skalet kommer då att flyta upp till ytan medan kärnorna sjunker till botten. Häll av vattnet.

eller
- Skär av "kronan" på granatäpplet. Snitta skalet i fyra delar från toppen till botten av granatäpplet så att fyra klyftor bildas. Nu är det bara att öppna granatäpplet genom att bryta isär klyftorna från varandra.

## Synonymer
- Granatum punicum St.-Lag.
- Punica granatum var. sativum K. Maly
- Punica Florida Salisb.
- Punica multiflora hort. ex Siebold & Voss
- Punica nana L.
- Punica spinosa Lam.